# YouGov
YouGov – międzynarodowa firma działająca w branży badań rynku, sondaży i analizy danych. Jej obszarem działania jest Internet. Posiada oddziały w Zjednoczonym Królestwie, Francji, Niemczech, Polsce, Rumunii, Hiszpanii, krajach nordyckich, Włoszech, Stanach Zjednoczonych, Dubaju, Indiach, Azji-Pacyfiku, Australii i Turcji.